# Saurauia tambensis
Saurauia tambensis är en tvåhjärtbladig växtart som beskrevs av Ellsworth Paine Killip. Saurauia tambensis ingår i släktet Saurauia och familjen Actinidiaceae. Inga underarter finns listade i Catalogue of Life.